# يوهان راينهولد فورستر
يوهان راينهولد فورستر (بالألمانية: Johann Reinhold Forster) عالم ألماني اختص في دراسة التاريخ الطبيعي وعلم الأعراق.

## استكشافاته
- ريبك رمادي

## روابط خارجية
- يوهان راينهولد فورستر على موقع الموسوعة البريطانية (الإنجليزية)